# Liriomyza decempunctata
Liriomyza decempunctata är en tvåvingeart som beskrevs av Mitsuhiro Sasakawa 1961. Liriomyza decempunctata ingår i släktet Liriomyza och familjen minerarflugor. Inga underarter finns listade i Catalogue of Life.